# Flickingeria comata
Flickingeria comata es una especie de orquídea epífita originaria del sudeste de Asia y oeste del Pacífico. 

## Descripción
Es una orquídea epifita con tallos que se ramifican desde la parte superior con 2 nodos  amarillos o naranja portando hojas muy coriáceas, elípticas y  obtusas. La inflorescencia con brácteas  agudas, aparece  en la axila de las hojas con flores fragantes,  aparecen en racimos que ocurren en cualquier momento del año o nueve días después de que llueva.

## Distribución y hábitat
Se encuentra en las tierras bajas, en expansión, como epifita en alturas de hasta 850 metros  en la península de Malasia, Borneo, Sumatra, Papúa Nueva Guinea, Java, Filipinas, Nueva Guinea, Islas Salomón, NE de Australia, Taiwán, Samoa, Nueva Caledonia y Fiyi en los árboles en los bosques abiertos o en pequeños árboles después de la tala.

## Sinónimos
- Callista comata (Blume) Kuntze 1891
- Dendrobium amesianum Schltr. 1921
- Dendrobium comatum (Blume) Lindl. 1830
- Dendrobium criniferum Lindl. 1844
- Dendrobium fasciculatum F.M.Bailey 1905
- Dendrobium fimbriatolabellum Hayata 1914
- Dendrobium theionochilum Schltr. 1922
- Dendrobium thysanochilum Schltr. 1906
- Dendrobium zollingerianum Teijsm. & Binn. 1862
- Desmotrichum comatum Blume 1825
- Desmotrichum criniferum [Lindl.] Kranzl. 1910
- Desmotrichum fimbriatolabellum (Hayata) Hayata 1914
- Desmotrichum thysanochilum (Schltr.) Carr 1934
- Ephemerantha amesiana (Schltr.) P.F.Hunt & Summerh. 1961
- Ephemerantha comata (Blume) P.F. Hunt & Summerh. 1961
- Ephemerantha crinifera [Lindl.] Hunt & Summerh. 1961
- Ephemerantha fimbriatolabella (Hayata) P.F.Hunt & Summerh. 1961
- Ephemerantha thysanochila (Schltr.) P.F.Hunt & Summerh. 1961
- Flickingeria fimbriatolabellum (Hayata) A.D.Hawkes 1961[1]